# Hegyeshalmi SC 1931
A Hegyeshalmi SC 1931 Hegyeshalom labdarúgócsapata. Jelenleg a Győr-Moson-Sopron megyei 2. osztály Északi csoportjában szerepelnek.

## Jelenlegi keret
2020. szeptember 01-i állapot szerint.
| No. |     | Poszt | Játékos          |
| --- | --- | ----- | ---------------- |
| 99  | HUN | K     | Takács Bence     |
| 4   | HUN | V     | Kónya Krisztián  |
| 16  | HUN | V     | Takács Róbert    |
| 9   | HUN | V     | Baranyai Richárd |
| 13  | HUN | V     | Czuppon Tamás    |
| 5   | HUN | V     | Máté Gergely     |
| 7   | HUN | KP    | Strasser Ferenc  |
| 8   | HUN | KP    | Juhász Péter     |
| 15  | HUN | KP    | Derdák Gábor     |
| 22  | HUN | KP    | Kireth Máté      |
| 12  | HUN | KP    | Lénárt Zsolt     |
| 20  | HUN | KP    | Orosz Péter      |
| 10  | HUN | KP    | Zierer Norbert   |
| 11  | HUN | CS    | Takács Gábor     |
| 19  | HUN | CS    | Csányi Dávid     |
| 14  | HUN | CS    | Régely László    |
| 3   | HUN | CS    | Ádám Richárd     |

## 2020/2021. évi eredmények
https://adatbank.mlsz.hu/club/54/8/22838/3/216207.html

## Névváltozások
- Hegyeshalmi Vasutas SE (?–1949)
- Hegyeshalmi Vasutas SK (1949–1951)
- Hegyeshalmi Lokomotív SK (1951–1955)
- Hegyeshalmi Törekvés (1955–1957)
- Hegyeshalmi Vasutas SE (1957–2010)
- Hegyeshalmi SC 1931 (2010–?)